# 磯田三郎
磯田 三郎（いそだ さぶろう、1892年〈明治25年〉2月28日 - 1979年〈昭和54年〉10月26日）は、日本の陸軍軍人。最終階級は陸軍中将。

## 経歴
群馬県出身。農業・磯田芳十郎の息子として生まれる。日本中学校を経て、1913年（大正2年）5月、陸軍士官学校（25期）卒業。同年12月、砲兵少尉に任官し野砲兵第17連隊付となる。1916年（大正5年）11月、陸軍砲工学校高等科を卒業。1921年（大正10年）11月、陸軍大学校（33期）卒業し、野砲兵第17連隊中隊長に就任。
1922年（大正11年）12月、参謀本部付勤務となり、参謀本部員を経て、1925年（大正14年）5月、アメリカ大使館付武官補佐官に発令。1927年（昭和2年）7月、参謀本部員に就任し、第6師団参謀に異動。1928年（昭和3年）8月、砲兵少佐に昇進。参謀本部員を経て、1930年（昭和5年）6月、メキシコ公使館付武官となる。1932年（昭和7年）4月、参謀本部付となり、同年8月、砲兵中佐に進級し陸軍兵器本廠付（陸軍省新聞班）に就任。1933年（昭和8年）12月、陸軍野戦砲兵学校教官に転じ、1936年（昭和11年）12月、砲兵大佐に昇進。
1937年（昭和12年）10月、第114師団参謀長に就任し日中戦争に出征。第二次上海事変、南京攻略戦、徐州会戦に参加。その後、華北での治安作戦に従事し、1939年（昭和14年）7月に復員。同年8月、陸軍少将に進級。翌月、留守第14師団司令部付。同年12月、アメリカ大使館付武官として渡米し日米交渉に加わる。日米開戦の直前、1941年（昭和16年）12月、アメリカで客死した新庄健吉陸軍主計大佐の葬儀委員長を務めた。
1942年（昭和17年）8月、交換船で帰国し陸軍中将に進み参謀本部付となる。同年11月、第22師団長に親補され広州に赴任。1944年（昭和19年）1月、南方軍遊撃隊司令官（1945年1月まで）、光機関長（1945年8月まで）に就任。1945年（昭和20年）1月、南方軍総司令部附となり終戦を迎えた。
第二次世界大戦直後は、連合軍と捕虜の間の仲介も行った。1945年12月2日にはインド政府の依頼を受け、沢田廉三元ビルマ大使とともにインドのデオリ収容所（アジュメール近郊）を訪問。敗戦を信じない収容者に対し説明を行った（ただし、磯田と沢田を偽物として疑う者が現れ、収容所内で「勝ち組」と「負け組」による抗争が発生した）。
1946年（昭和21年）10月に復員した。1947年（昭和22年）11月28日、公職追放仮指定を受けた。

## 栄典
- 1940年（昭和15年）8月15日 - 紀元二千六百年祝典記念章[8]